# Cambodja op de Olympische Zomerspelen 1964
Cambodja nam deel aan de Olympische Zomerspelen 1964 in Tokio, Japan. Het keerde terug op de Spelen nadat het vier jaar eerder in Rome ontbrak. Er werd geen medaille gewonnen.

## Deelnemers en resultaten
(m) = mannen, (v) = vrouwen 

### Boksen
| Olympiër      | Discipline  | Resultaat | Prestatie                                                                                      |
| ------------- | ----------- | --------- | ---------------------------------------------------------------------------------------------- |
| Sam An Ek     | -54kg (m)   | 17e       | 1ste ronde: V van URU Rodriguez: 0-5                                                           |
| Soeun Khiru   | -57kg (m)   | 9e        | 1ste ronde: W van ARG Martinez: scheidsrechterlijke beslissing 2de ronde: V van USA Brown: 1-4 |
| Chin Hong You | -60kg (m)   | 33e       | voorronde: V van UGA Odhiambo: scheidsrechterlijke beslissing                                  |
| Nol Touch     | -63,5kg (m) | 9e        | 1ste ronde: W van IRL Anderson: 3-2 2de ronde: V van GHA Blay: knock-out                       |

### Wielersport
| Olympiër                            | Discipline                    | Resultaat | Prestatie                                                                                              |
| Baan                                | Baan                          | Baan      | Baan                                                                                                   |
| ----------------------------------- | ----------------------------- | --------- | --- |
| Tim Phivana                         | sprint (m)                    | 22e       | serie 7: 3de 1ste ronde herkansingen: 3de                                                              |
| Tan Thol                            | sprint (m)                    | 17e       | serie 2: 3de 1ste ronde herkansingen: 1ste in 13,00 1ste ronde herkansingen finale: V van DEN Fredborg |
| Khem Son                            | individuele achtervolging (m) | 20e       | serie 8: W van HKG Choi: 6.05,87                                                                       |
| Tan Thol                            | tijdrit (m)                   | 22e       | 1.18,20                                                                                                |
| Weg                                 |                               |           | |
| Ret Chhon Khem Son Van Son Yi Yuong | ploegentijdrit (m)            | 27e       | 2:56.59,87                                                                                             |

### Zeilen
| Olympiër            | Discipline | Resultaat | Prestatie                            |
| ------------------- | ---------- | --------- | ------------------------------------ |
| Touch Kim Sy        | finn       | 33e       | 357 punten: (30-DSQ-DNF-DNS-DNS-DNS) |
| TDandara An Tal Kim | star       | 17e       | 202 punten: (17-DNF-DNF-DNS-DNS-DNS) |

Afghanistan · Algerije · Argentinië · Australië · Bahama's · België · Bermuda · Birma · Bolivia · Brazilië · Brits-Guiana · Bulgarije · Cambodja · Canada · Ceylon · Chili · Colombia · Congo-Brazzaville · Costa Rica · Cuba · Denemarken · Dominicaanse Republiek · Duits eenheidsteam · Ethiopië · Filipijnen · Finland · Frankrijk · Ghana · Griekenland · Groot-Brittannië · Hongarije · Hongkong · Ierland · IJsland · India · Irak · Iran · Israël · Italië · Ivoorkust · Jamaica · Japan · Joegoslavië · Kameroen · Kenia · Libanon · Liberia · Libië · Liechtenstein · Luxemburg · Madagaskar · Maleisië · Mali · Marokko · Mexico · Monaco · Mongolië · Nederland · Nederlandse Antillen · Nepal · Nieuw-Zeeland · Niger · Nigeria · Noord-Rhodesië · Noorwegen · Oeganda · Oostenrijk · Pakistan · Panama · Peru · Polen · Portugal · Puerto Rico · Roemenië · Senegal · Sovjet-Unie · Spanje · Taiwan · Tanganyika · Thailand · Trinidad en Tobago · Tsjaad · Tsjecho-Slowakije · Tunesië · Turkije · Uruguay · Venezuela · Verenigde Arabische Republiek · Verenigde Staten · Vietnam · Zuid-Korea · Zuid-Rhodesië · Zweden · Zwitserland